# Tipula (Lunatipula) fascingulata
Tipula (Lunatipula) fascingulata is een tweevleugelige uit de familie langpootmuggen (Tipulidae). De soort komt voor in het Palearctisch gebied.